# Diocèse de Fiesole
Le diocèse de Fiesole (en latin : Diœcesis Faesulana ; en italien : Diocesi di Fiesole) est un diocèse de l'Église catholique en Italie, suffragant de l'archidiocèse de Florence et appartenant à la région ecclésiastique de Toscane.

## Territoire
Il est situé sur 3 provinces de la Toscane. Une partie dans la ville métropolitaine de Florence, l'autre fraction de cette ville métropolitaine est partagée par l'archidiocèse de Florence et les diocèses de San Miniato, Volterra et Faenza-Modigliana. Une autre partie est dans la province d'Arezzo dont l'autre fraction est dans le diocèse d'Arezzo-Cortone-Sansepolcro. Enfin il possède la commune de Radda in Chianti et une partie des communes de Gaiole in Chianti et Castellina in Chianti dans la province de Sienne. Son territoire est d'une superficie de 1 300 km2 divisé en 218 paroisses regroupées en 7 archidiaconés. L'évêché est à Fiesole avec la cathédrale saint Romulus. La collégiale San Lorenzo de Montevarchi (it) est un lieu de pèlerinage envers le Saint Lait. Il garde aussi les reliques de la bienheureuse Marie Thérèse de Jésus, fondatrice des sœurs de Notre Dame du Mont Carmel.

## Histoire

### Origine
La tradition veut que le premier évêque de Fiesole soit saint Romulus, envoyé par saint Pierre pour y prêcher le christianisme. Il est plus probable que le siège épiscopal de Fiesole date du IIIe siècle ou du Ve siècle. Le premier évêque documenté est Messio Romolo comme le montrent deux lettres de saint Ambroise de Milan. Plus tard, dans une lettre adressée à Elpide, évêque de Volterra, le pape Gélase Ier parle d'un évêque de Fiesole, sans le nommer, à qui le pontife reproche d'être allé à la cour de Théodoric et d'avoir traité avec lui personnellement, sans le consentement du pape, du sort du diocèse occupé par les Ostrogoths de l'époque. En 536, Rustique, évêque de Fiesole, est légat apostolique du pape Agapet Ier au deuxième concile de Constantinople.
Le 15 février 556 , le pape Pélage Ier écrivit aux sept évêques de la Tuscia Annonaria dont celui de Fiesole, réaffirmant leur fidélité à Rome à l'approche de l'invasion des Lombards. Après la conquête des Lombards, de nombreuses églises sont détruites ou dépouillées de leurs biens, les prêtres fiesolans persécutés et forcés de se réfugier à Luni ou dans les diocèses voisins. Le siège de Fiesole reste vacant pendant plusieurs décennies et ce n'est qu'en 599 que le pape Grégoire Ier charge Venance, évêque de Luni, de s'occuper de la reconstruction du diocèse dévasté. C'est seulement 150 ans plus tard, dans un épigraphe, que le nom d'un évêque de Fiesole réapparaît. Le 5 juillet 715, un collège épiscopal présidé par Gunteram, missus dominicus du roi Liutprand, se réunit pour juger de la controverse entre l'évêque d'Arezzo et celui de Sienne à propos de certaines églises contestées, et rend un verdict favorable au diocèse d’Arezzo.

### Comte-évêque
Avec la fin du Royaume lombard et la réorganisation des territoires italiens, le pouvoir temporel et spirituel fusionne pour devenir la figure unique du comte-évêque. Le premier prélat est Leto qui est investi comme feudataire de l’empire. D'un point de vue purement politique, il doit gérer une situation épineuse car le territoire s'étend essentiellement sur des zones montagneuses et vallonnées, ce qui favorise l'isolement. Chaque sommet ou colline possède un château fort ou un fortin dont les seigneurs se considèrent intouchables. De plus, trois des plus puissantes familles féodales du Florentin, les Guidi, les Ricasoli (it) et les Ubertini (it) possèdent des biens sur le territoire de Fiesole et ne contribuent à la reconnaissance de la supériorité temporelle de l'évêque.
Pour tenter de reprendre le contrôle des vassaux rebelles et des territoires extorqués du diocèse, l'évêque Alexandre se rend à Pavie en 823 pour être reçu en audience par l'empereur Lothaire Ier pour obtenir un mandat impérial, mais sur le chemin du retour, l'évêque est attaqué près de Bologne par un groupe de sicaires et noyé dans le Reno. Après lui, l'évêque Roman s’oppose durement aux profanateurs des églises qui s’introduisent dans les tombeaux pour dépouiller leurs cadavres et tente de résister à l’invasion normande. En représailles, les Normands détruisent l'épiscopium, brûle les archives épiscopales et rase la cathédrale. Ces trois prélats donne à la figure de l'évêque une connotation d'arbitre des puissants et de protecteur des pauvres. A cette époque, les guerres, les représailles incessantes entre châteaux, et les invasions pèsent presque toujours sur les populations sans défense et l'évêque de Fiesole reste le seul à disposer de l'autorité et surtout des moyens permettant d'empêcher le pillage et la destruction même au prix de la suppression des rentes et privilèges diocésains.

### Feudataire de l'Empire
Donat (it) succède, en 829, à Grusulf, connu uniquement parce que son nom figure sur la liste des évêques qui participe en 826 à un concile tenu à Rome par le pape Eugène II. Donat arrive dans la ville immédiatement après la dévastation normande. L'épiscopat de Donat marque un tournant dans l’histoire de la ville et du diocèse de Fiesole. En fait, en 854, le comté de Fiesolan est incorporé au comté florentin et l’évêché perd toute juridiction civile en dehors des murs de la ville. Selon l' Italia Sacra de Ferdinando Ughelli, Donate conserve le titre de comte pour les évêques de Fiesole
Le premier des évêques féodaux est Zénobe, successeur de Donat, qui est placé à la tête de l'église de Fiesole par Bérenger Ier de Frioul, auprès duquel il obtient, pour le diocèse, de nombreux domaines et possessions et entretient des relations étroites avec Guy III de Spolète. Son successeur, l'évêque Vinizzone dilapide tout, plus intéressé par son pouvoir que par son rôle. C'est Zénobe II qui incorpore au diocèse l'abbaye de San Salvatore in Agna (it). L'évêque Regembald cède une partie de ses biens personnels au diocèse. Sous Iacopo le Bavaro, nommé évêque par Henri II, Fiesole connaît une véritable renaissance avec la construction de la nouvelle cathédrale en 1028. Sur les ruines de l'ancien évêché et de la cathédrale, détruites deux siècles auparavant par les Normands, la construction de l'abbaye de San Bartolomeo, mieux connue sous le nom d'abbaye fiesolane. Iacopo construit également le nouvel et actuel palais épiscopal et autorise saint Jean Gualbert à fonder l'ordre de Vallombreuse.cLe fait que les évêques Guglielmo et Gebizzo puissent négocier sur un pied d'égalité avec les feudataires impériaux démontre l'importance grandissante de Fiesole, du moins sur le plan politique.

### L'expulsion de Fiesole
En 1123, les Florentins commencent à attaquer Fiesole et les villages environnants ; avec leur domination en pleine expansion, il est d'une importance vitale de pouvoir contrôler politiquement et militairement la ville-forteresse la plus proche. Florence ne veut pas seulement arracher Fiesole de la domination de ses évêques, mais aussi et surtout annexer son diocèse. Les Florentins veulent s'en emparer avant les siennois, les arétins ou les seigneurs de Romagne. Ces terres du diocèse sont une mosaïque bigarrée de fiefs, de potentats et de factions indépendants les uns des autres et souvent en guerre les uns contre les autres. La seule chose qu'ils ont en commun et qu'ils acceptent comme tel est l'évêque de Fiesole. Pour Florence, les réunir tous, du moins sur le plan ecclésiastique, est donc une étape cruciale dans les projets expansionnistes de la politique florentine.
C'est précisément pour cette raison que l'évêque Giovanni, en 1103, s'adresse au pape Pascal II pour obtenir la garantie que le diocèse de Fiesole ne soit pas agrégé à celui de Florence même si les évêques de Florence, par des annexions répétées, sépare la ville de Fiesole du reste du diocèse. Giovanni est ensuite contraint à l'exil. Les Florentins propose à son successeur, Gionata, de transférer l'évêché à Florence en échange de sa renonciation définitive à toute prétention temporelle sur Fiesole. Il refuse et décide de s’installer dans l’abbaye fiesolane, mais pour ce faire, il doit expulser les moines bénédictins qui y vivent ; Innocent II oppose son veto à ce projet. Ainsi, l'évêque Gionata doit faire la navette entre le château de Monteloro (Pontassieve) et celui de Castiglioni (Rufina).
Les florentins font la même proposition à son successeur, Rodolfo, mais essuient le même refus. Rodolfo avait même devancé les florentins et obtenu l’autorisation du pape Alexandre III, d’Arezzo et de Sienne, et même des comtes de Guidi et Ubertini de transférer le siège de l’évêché à Figline Valdarno où, depuis son investiture, il s’était installé. À tel point que dans une bulle du 12 octobre 1176 , le pontife s'adresse à Rodolfo en tant qu' évêque de Figline et Fiesole. Mais en 1167, alors que Rodolfo supervise les travaux de finition de la nouvelle cathédrale, du palais épiscopal, du chapître presbytère et de l'hôpital, les troupes de Florence, revenant d'une expédition contre Arezzo, attaquent le château avec l'évêque et les Figlinais barricadés. Les Florentins n’ont pas les moyens de garder le siège pendant longtemps, mais un des Ubertini de Gaville leur vient en aide et trahit la ville. Ils détruisent tout, notamment les nouveaux bâtiments de la curie de Fiesole qui est pillés, incendiés puis rasés. Cependant, l'évêque réussit à s'échapper.
Si Rodolfo, comme Lanfranco qui lui succède à la tête du diocèse, sont des hommes intègres et difficiles à flatter, ce n'est pas le cas de Ranieri ; en 27 ans d'épiscopat, il réduit pratiquement le diocèse à la ruine. En 1218, Ranieri est contraint de céder aux demandes florentines et de consentir au transfert de la chaire Fiesolane à Florence dans le monastère de San Pier Maggiore. Il doit également rembourser le gouffre financier qu’il a créés au fil des ans avec des biens et des propriétés diocésaines. Florence et son diocèse semblent l'emporter, mais les religieuses de San Pier Maggiore refusent d'abandonner leur monastère et font appel au pape Honorius III qui, irrité par la dette intolérable de Ranieri, oppose son veto au transfert du siège. Ranieri meurt en 1819 et remplacé par Ildebrando da Lucca.
Pour régler la question une fois pour toutes, Grégoire IX envoie un signal fort à Florence. En 1228, il force la ville et son évêque à céder aux évêques de Fiesole l'église de Santa Maria in Campo (it) qui doit immédiatement jouir de l'extraterritorialité diocésaine. En échange de cette cession, l'évêque Ildebrando et ses successeurs s'engagent à ne plus se plaindre des avoirs ecclésiastiques vendus par Ranieri à la République et passés sous curie florentine. Les deux parties doivent désormais respecter le statu quo territorial établi par le pontife. Tout transfert futur d'un diocèse à un autre, de paroisses, d'églises, de châteaux, de villes, ne peut avoir lieu sans le consentement de Rome. La cession de l'église de Santa Maria in Campo prévoit naturellement qu'elle devienne également la nouvelle résidence des évêques de Fiesole ; Grégoire X fait construire quelques années plus tard le palais épiscopal aux dépens des Florentins. En effet, en pleine querelle entre la papauté et l'empire, il est impensable que l'évêque puisse revenir à Fiesole car, du moins sur le papier, il reste un feudataire impérial et n'a pas encore renoncé officiellement au pouvoir temporel sur Fiesole. La crainte de Rome est qu’Ildebrando soit remplacé par un évêque qui remet Fiesole et son diocèse entre les mains de l’Empire ou au Gibelins. C'est ainsi que débute, pour les évêques de Fiesole, la longue captivité florentine maintenu pendant près de sept siècles.
Au début, pour éviter toute implication des évêques de Fiesole avec les Gibelins et l’Empire, les pontife nomment des religieux étrangers à la politique par définition, et surtout en dehors de Florence. Jusqu'à la seconde moitié du XVe siècle, les facteurs qui font du diocèse de Fiesole un possible élément d'instabilité politique existent encore, car l'évêque de Fiesole peut exercer une fonction anti-florentine aux côtés des nombreux exilés gibelins ou même engager des capitaines de fortune, la motivation et les moyens de le faire ne manquaient certainement pas. C'est également pour cette raison que, lorsque le pape Martin V élève le siège de Florence au rang d'archidiocèse métropolitain le 10 mai 1419, il lui assigne Fiesole, qui avait toujours été immédiatement soumis au Saint-Siège, comme suffragant.
La Maison de Médicis dont l'extension de leur pouvoir s'exerce sur la quasi-totalité de la Toscane et qui possède de nombreuses propriétés dans le diocèse de Fiesole, essaie d'avoir une influence sur l’évêque de Fiesole pour pouvoir compter sur le soutien des populations placées sous sa juridiction. Car bien que soumis militairement, les autres populations toscanes acceptent mal la domination des Médicis. Ce n'est qu'en 1874 avec l'unité italienne que le retour de l'évêché à Fiesole est décidé et voulu par l'évêque Luigi Corsani, qui est en fait le premier véritable non-florentin à venir occuper, après des siècles, la chaire fiesolan.

## Sources
- (it) Cet article est partiellement ou en totalité issu de l’article de Wikipédia en italien intitulé « Diocesi di Fiesole » (voir la liste des auteurs).
- Catholic-Hierarchy

### Article lié
- Liste des diocèses et archidiocèses d'Italie